# انگومی (کمون)
انگومی (به فرانسوی: Angoumé) یک کمون در فرانسه است که در canton of Dax-Nord واقع شده‌است. انگومی ۷٫۸۳ کیلومتر مربع مساحت دارد ۵۶ متر بالاتر از سطح دریا واقع شده‌است.